# نمول حريري
نمول حريري (الاسم العلمي:Alternanthera sericea) هو نوع من النباتات يتبع جنس النمول من الفصيلة القطيفية.